# Chicago Park District
Il Chicago Park District, noto con l'acronimo CPD, è un distretto speciale responsabile della manutenzione e della gestione di oltre 600 parchi. Il distretto, uno dei più antichi e più grandi degli Stati Uniti del suo genere, conta inoltre 27 spiagge, diversi porti per barche, due serre botaniche, uno zoo e 11 musei, oltre a più di 230 case di campagna, 78 piscine pubbliche e dozzine di strutture sportive e ricreative, con programmi per tutto l'anno. Il distretto è un'autorità fiscale indipendente come definito dallo Statuto dello Stato dell'Illinois ed è considerato un'agenzia separata (o "sorella") della città di Chicago. La sede del distretto si trova nel Time-Life Building nel quartiere di Streeterville.

## Giurisdizione

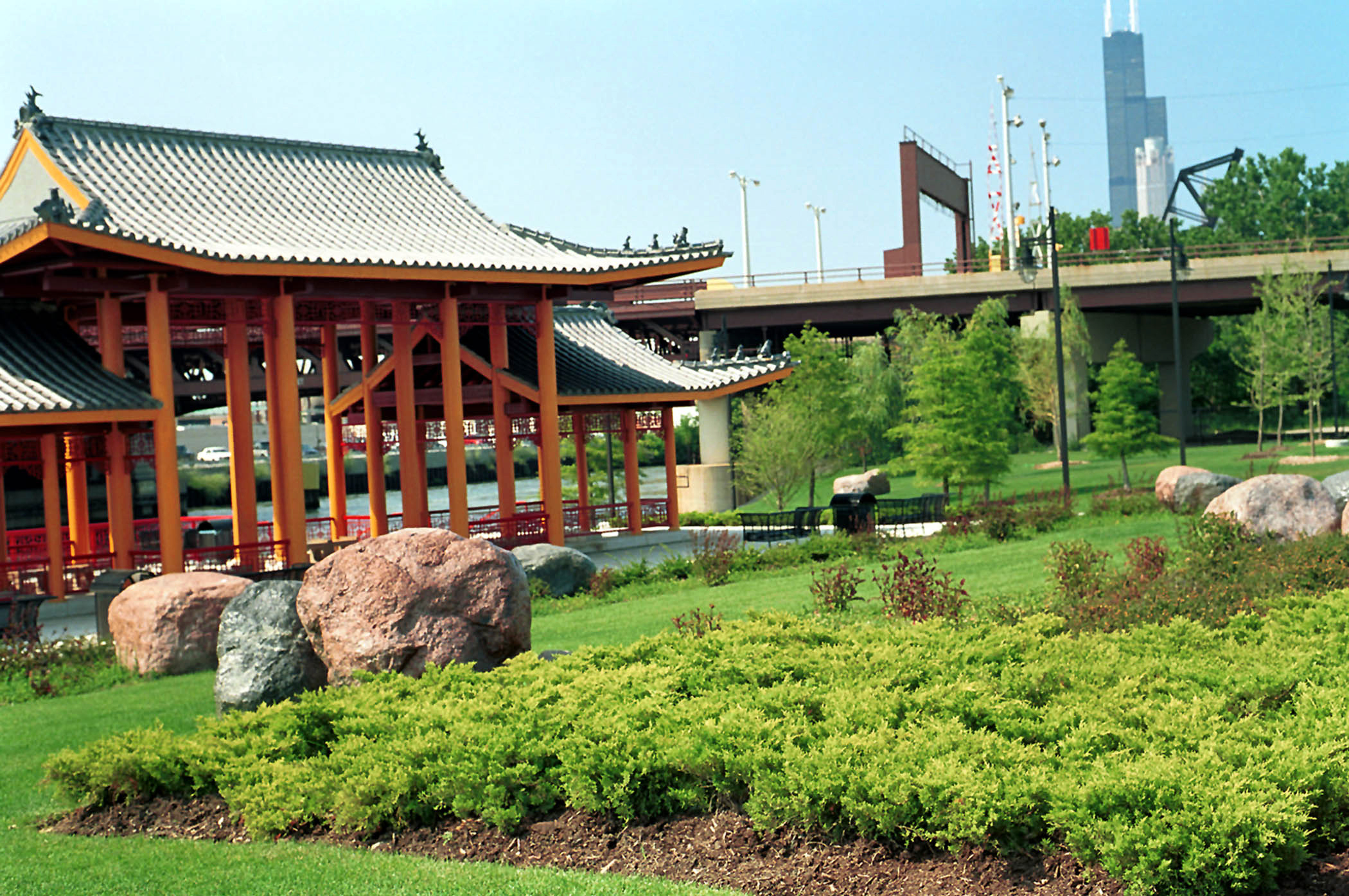
Il padiglione sul lungofiume nel Ping Tom Memorial Park

Il Chicago Park District sovrintende a più di 600 parchi con oltre 8 800 acri (3 600 ha) di parco comunale, oltre a 27 spiagge, 78 piscine, 11 musei, due serre di livello mondiale, 16 lagune storiche e 10 giardini di uccelli e fauna selvatica che si trovano entro i limiti della città. Alcune di queste sono destinazioni turistiche, in particolare il Lincoln Park, il parco più grande di Chicago che conta oltre 20 milioni di visitatori ogni anno, secondo solo a Central Park di New York. Con 10 porti sul lungolago situati all'interno di numerosi parchi lungo il lago, il Chicago Park District è anche il più grande sistema portuale municipale della nazione.
Un certo numero di parchi del Chicago Park District si trovano nelle vicinanze o addirittura adiacenti a un certo numero di scuole pubbliche di Chicago. Questo progetto è stato realizzato per rendere più facile per gli studenti e i docenti delle scuole pubbliche incorporare compiti scolastici o attività fisiche nell'esperienza di studio. Inoltre, un certo numero di sedi della Biblioteca Pubblica di Chicago si trovano all'interno delle strutture del Chicago Park District.
Il Chicago Park District è governato da un consiglio di sette (7) Commissari non stipendiati nominati dal sindaco della città di Chicago con l'approvazione del consiglio comunale di Chicago.

### Parchi degni di nota
- Burnham Park[7] - 598 acri (242 ha): corre lungo il lungolago per gran parte del South Side collegando Jackson Park con Grant Park
- Calumet Park  - 200 acri (81 ha): condivide un confine con lo Stato dell'Indiana e si trova anche sul lago.
- Columbus Park[8] - 144 acri (58 ha): all'estremo ovest di Chicago, considerato uno dei 150 Great Places dell'Illinois
- Douglass (Anna e Frederick) Park[9] - 173 acri (70 ha) e prende il nome da Frederick Douglass e sua moglie Anna Murray Douglass, è a sud-ovest del centro.
- Garfield Park - 185 acri (75 ha): questo parco sul lato ovest contiene un grande giardino d'inverno e una laguna
- Grant Park[10] - 319 acri (129 ha): situato vicino a The Loop, sede di Buckingham Fountain,[11] questo parco del centro è anche uno dei luoghi preferiti di importanti festival tra cui il Taste of Chicago, il Chicago Blues Festival, il Chicago Jazz Festival,[12] il Lollapalooza e altri.
- Humboldt Park[13] - 207 acri (84 ha) sul lato ovest, un tempo era un centro culturale della comunità portoricana di Chicago[14] e sede di un famoso raduno del pianista e statista Ignace Paderewski che portò la Polonia a riconquistare la sua indipendenza dopo la Prima guerra mondiale.
- Jackson Park[15] - 500 acri (200 ha): situato sul lato sud della città sul lago Michigan, questo parco è famoso per il suo ruolo nella Fiera Colombiana di Chicago del 1893.
- Lincoln Park[16] - 1 200 acri (490 ha): Il più grande parco cittadino di Chicago. Situato a nord di The Loop, questo è uno dei parchi più distintivi in termini geografici, perché mentre si trova in posizione centrale nell'area della comunità di Lincoln Park, si estende su molti quartieri diversi in tutto il lato nord in quanto si trova tra il Lake Shore Drive e il Lago Michigan.
- Marquette Park[17] - 300 acri (120 ha): il più grande parco a sud-ovest di Chicago, ha un campo da golf e molte altre attrazioni
- Millennium Park - 24,5 acri (9,9 ha): il più nuovo tendone-parco di Chicago, aperto nel 2004, appena a nord dell'Art Institute of Chicago a Grant Park.
- Washington Park[18] - 372 acri (151 ha): situato sul lato sud, fu la sede proposta per lo Stadio dei Giochi della XXXI Olimpiade.

## Storia
Nel 1860 Chicago aveva già circa 40 piccoli parchi, ma nessun progetto centrale ed era molto inferiore rispetto ad altre grandi città del paese. Lincoln Park è stato il primo grande parco di Chicago, creato nel 1860. Il dottor John H. Rauch MD, che era un membro del Chicago Board of Health e in seguito presidente dell'Illinois State Board of Health, svolse un ruolo chiave nella creazione del Lincoln Park, convincendo i funzionari della città a chiudere diversi cimiteri in putrefazione, pieni di tombe poco profonde delle vittime di epidemie infettive. Rauch in seguito formulò un piano centrale per i parchi dell'intera città, osservando che erano "i polmoni della città" e sottolineando che i parchi di Chicago erano inferiori a quelli del Central Park di New York, del Druid Hill Park di Baltimora e del Fairmount Park di Filadelfia. La sua influenza è stata fondamentale nella creazione del moderno sistema di parchi di Chicago.
L'attuale Chicago Park District è stato creato nel 1934 dalla legislatura dell'Illinois ai sensi del Park Consolidation Act (70 ILCS 1505 et seq). In base alle disposizioni di tale atto, il Chicago Park District consolidò e sostituì i 22 distretti di parchi separati allora esistenti a Chicago, i tre più grandi dei quali erano i distretti di Lincoln Park, West Park e South Park, tutti istituiti nel 1869 Alla fine degli anni '60, il distretto prestò il proprio sostegno ad una Special Olympics per bambini con problemi di sviluppo. Il Park District ha co-sponsorizzato le prime Olimpiadi speciali al Soldier Field nel 1968.
Negli ultimi anni il Park District ha avviato un programma di rinnovamento e abbellimento di parchi e campi da gioco esistenti, oltre ad avviare la costruzione di una serie di nuovi parchi, tra cui Ping Tom Memorial Park, Ellis Park, DuSable Park Maggie Daley Park e altri. Il Chicago Park District ha anche ampliato la programmazione nei parchi di quartiere in tutta la città e ha creato una sede per concerti sul lungolago a Northerly Island, sul sito dell'ex Aeroporto di Meigs Field. Nel 2014 il distretto ha vinto il National Gold Medal Award for Excellence in Parks and Recreation.

### Musei nel Parco
Il territorio del Park District ospita 11 musei in varie località della città: 
- Adler Planetarium[24]
- Art Institute of Chicago
- Chicago History Museum[25]
- DuSable Museum of African American History[26]
- The Field Museum
- John G. Shedd Aquarium
- National Museum of Mexican Art[27]
- National Museum of Puerto Rican Arts and Culture[28]
- Museum of Science and Industry
- Museum of Contemporary Art
- Peggy Notebaert Nature Museum[29][30]

Inoltre i parchi del distretto ospitano il Parco zoologico Lincoln Park ad ingresso gratuito, il Garfield Park Conservatory, e il Lincoln Park Conservatory.

## Amministrazione
I sette Commissari del Chicago Park District governano il distretto. Ai sensi del codice del Chicago Park District, i Commissari hanno il dovere fiduciario di agire, votare su tutte le questioni e governare il Park District nel migliore interesse del Park District. I Commissari nominano il Sovrintendente Generale e l'Amministratore Delegato. L'11 maggio 2022 Rosa Escareño è stata nominata per questo incarico.

## Servizio di salvataggio
Il Chicago Lifeguard Service, o Chicago Park District Beaches and Pools Unit, impiega oltre 1000 persone come personale acquatico durante l'estate e 300 nel resto dell'anno per proteggere la vita dei clienti. I bagnini sono di stanza in 23 spiagge sul lago Michigan più una spiaggia interna, oltre a 26 piscine coperte e 51 all'aperto nei parchi cittadini e 15 piscine nelle scuole pubbliche. Il Servizio è la più grande forza municipale di bagnini del mondo ed è regolarmente osservato da rappresentanti di Giappone, Australia, Irlanda, Germania, California, Florida e altre località. Il servizio copre anche più lungomare di qualsiasi altra forza individuale di bagnini al mondo; le spiagge di Chicago coprono oltre 26 miglia del lungolago.

## Galleria d'immagini

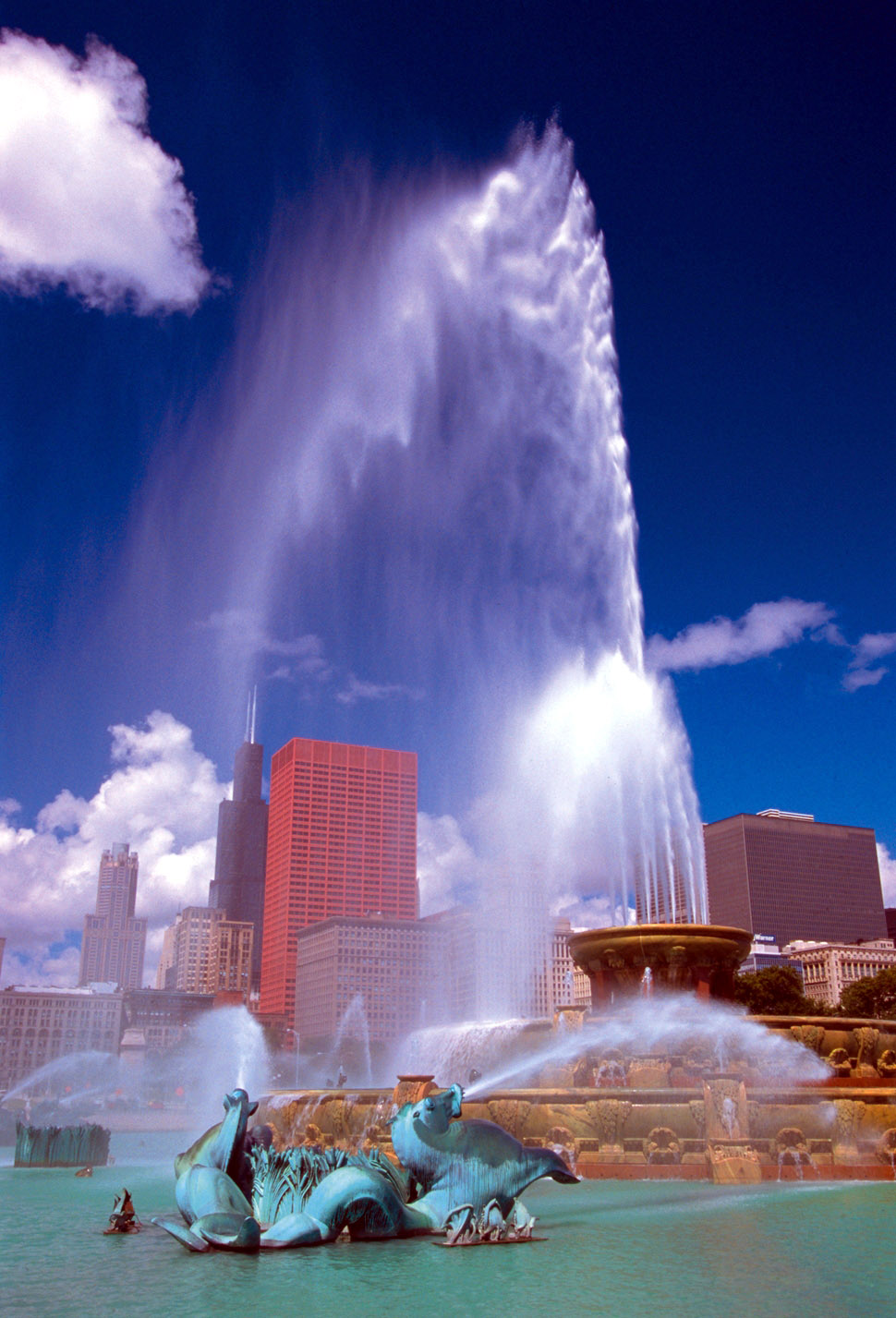
Fontana di Buckingham, Grant Park
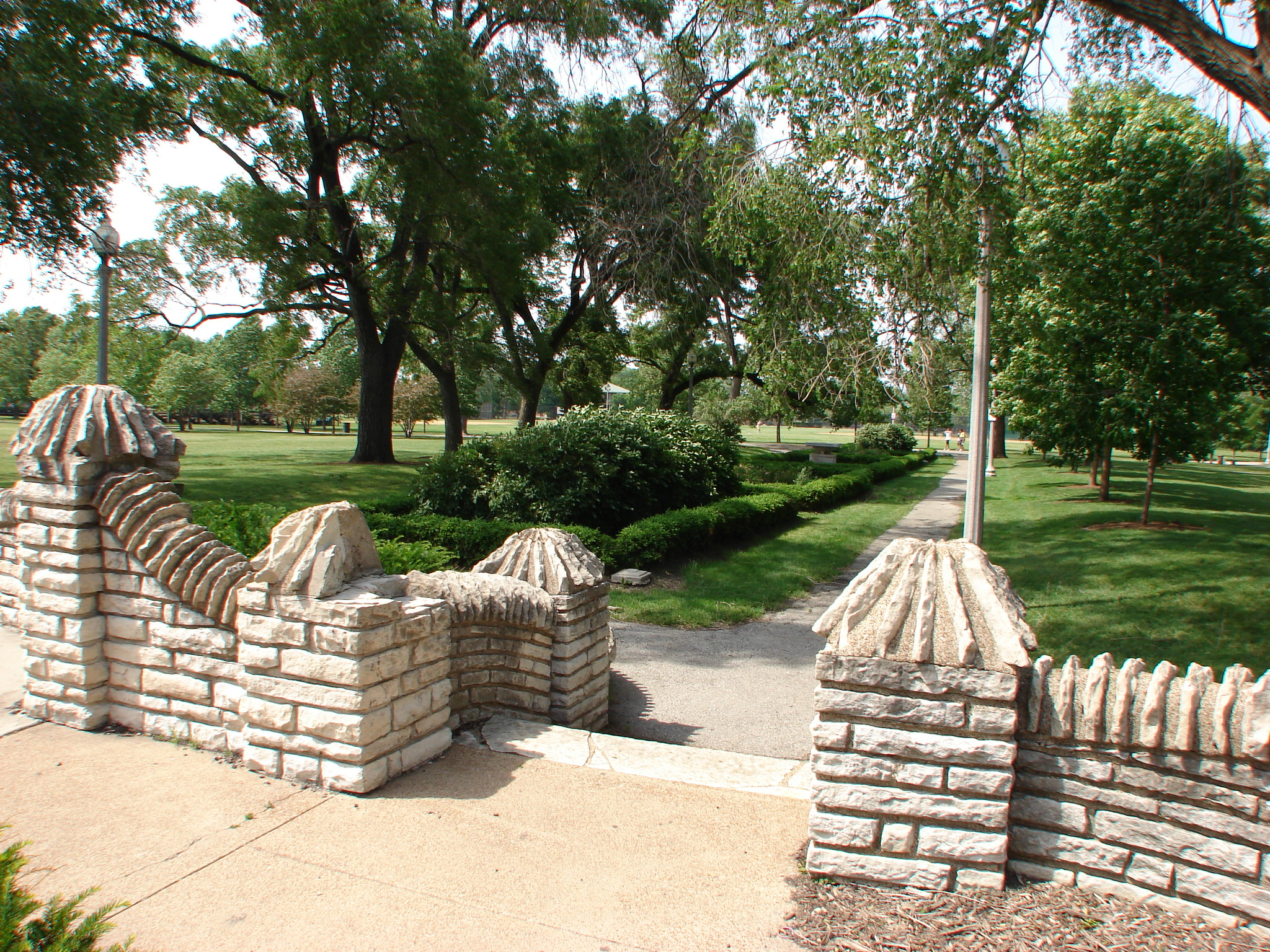
Gradini lastricati in Portage Park
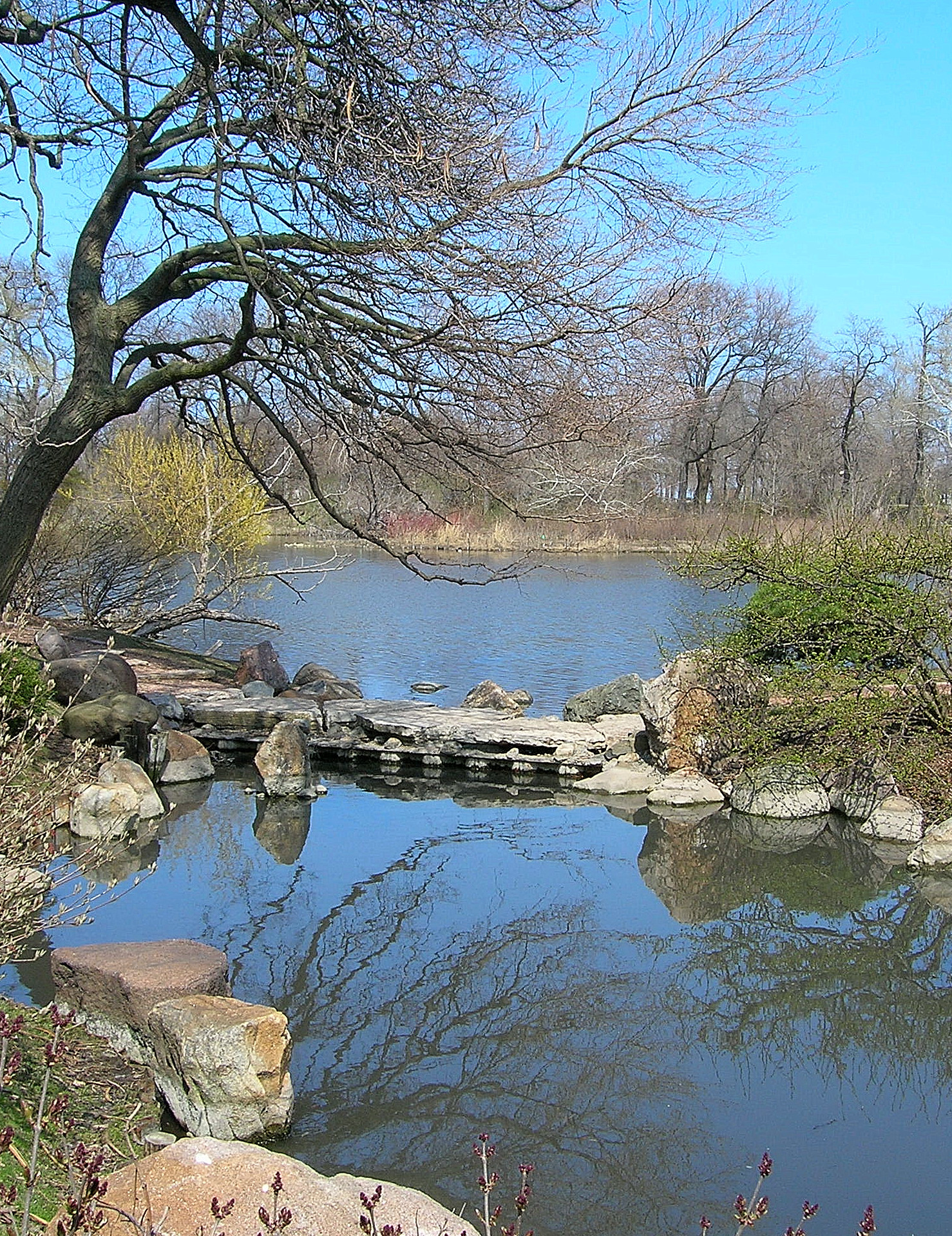
Giardino giapponese di Osaka a Jackson Park
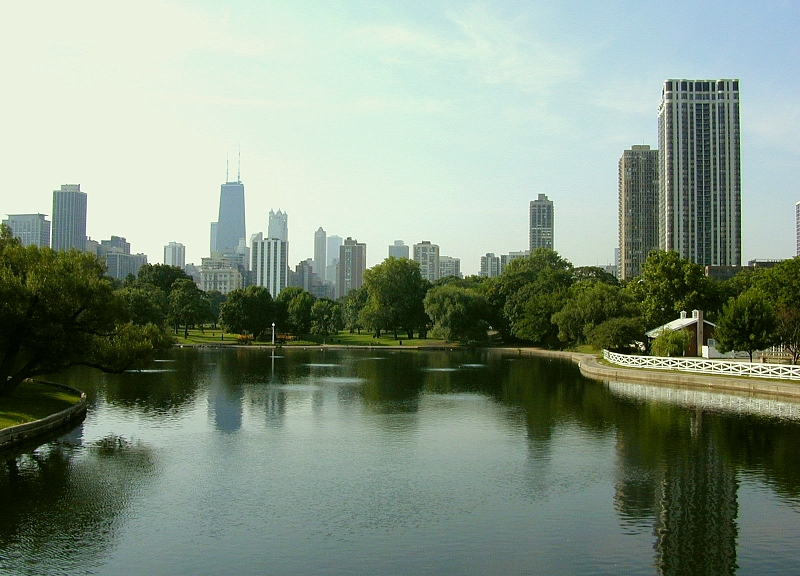
Parco Zoologico Lincoln
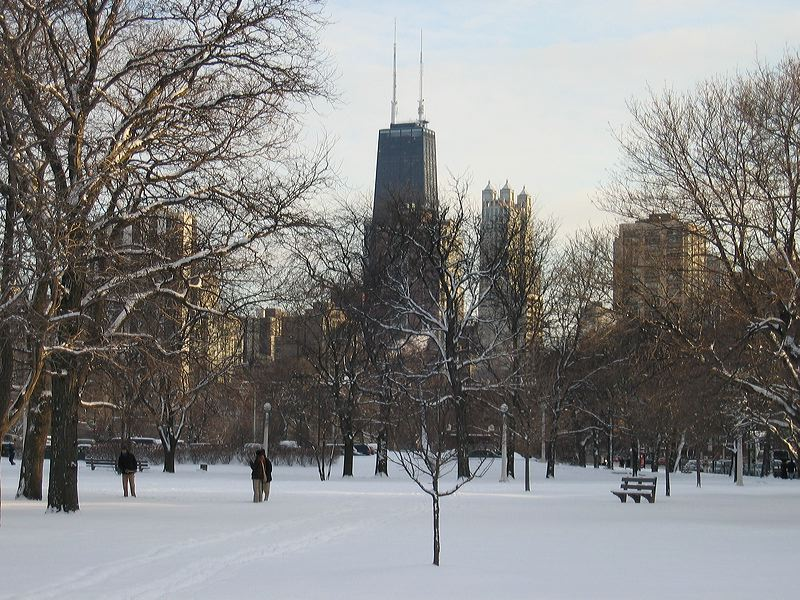
Lincoln Park in inverno
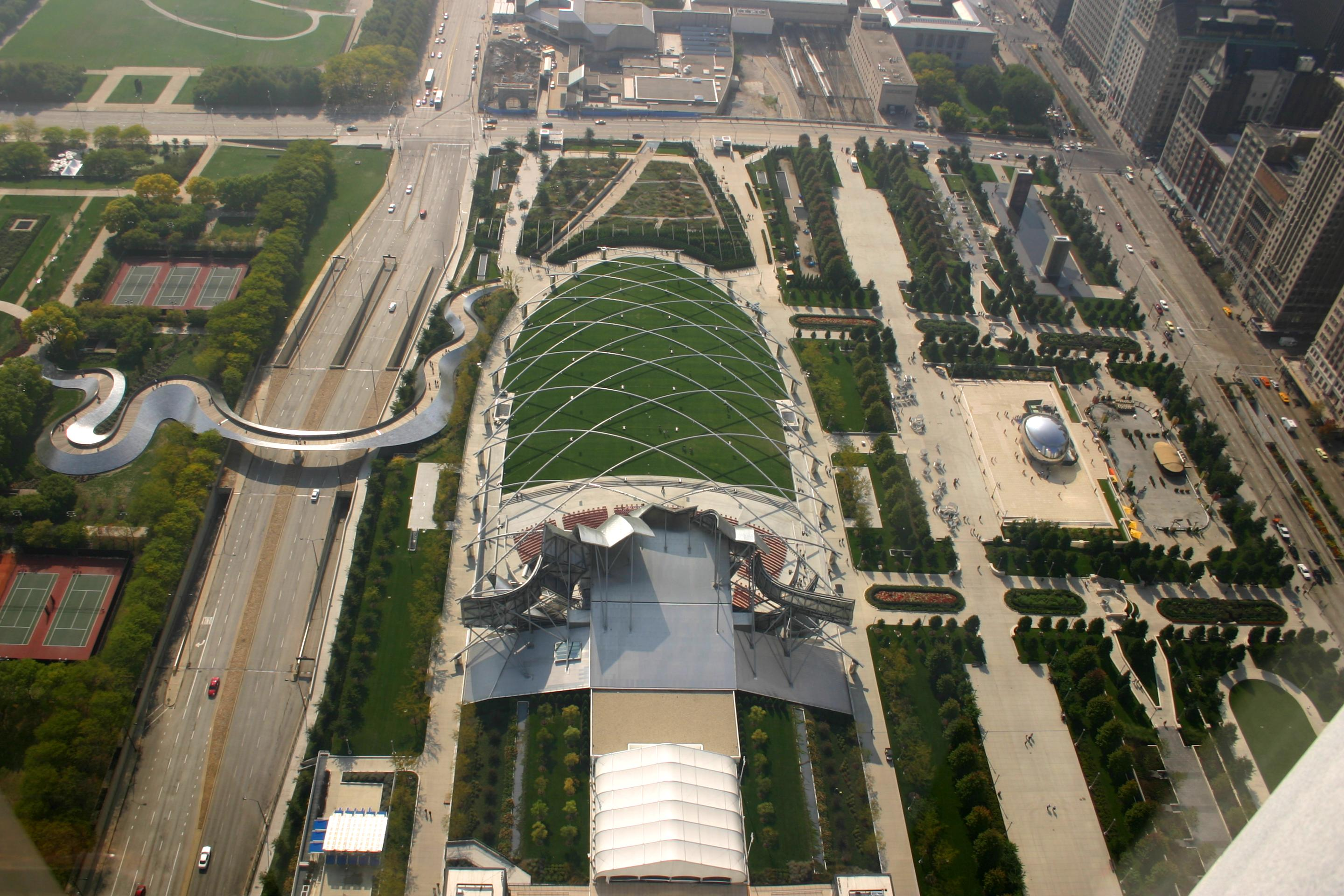
Millennium Park
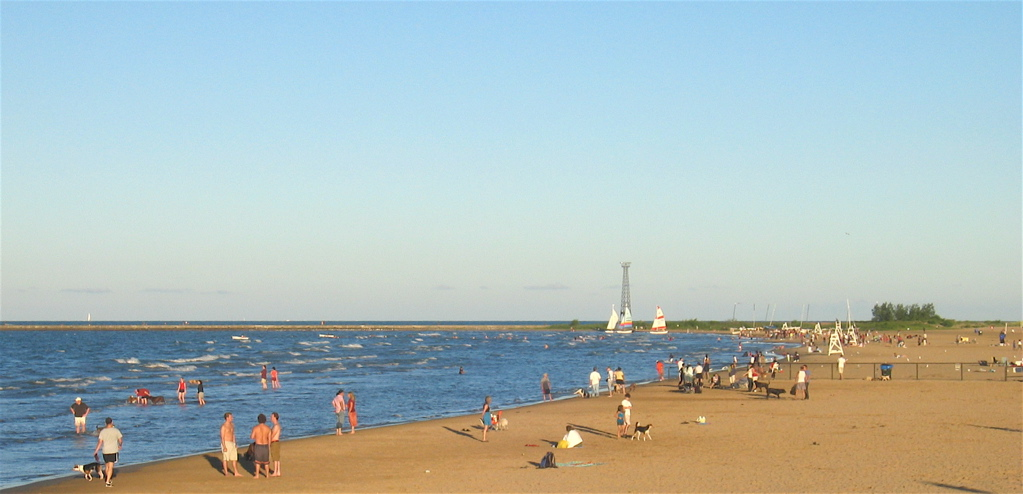
Montrose Beach
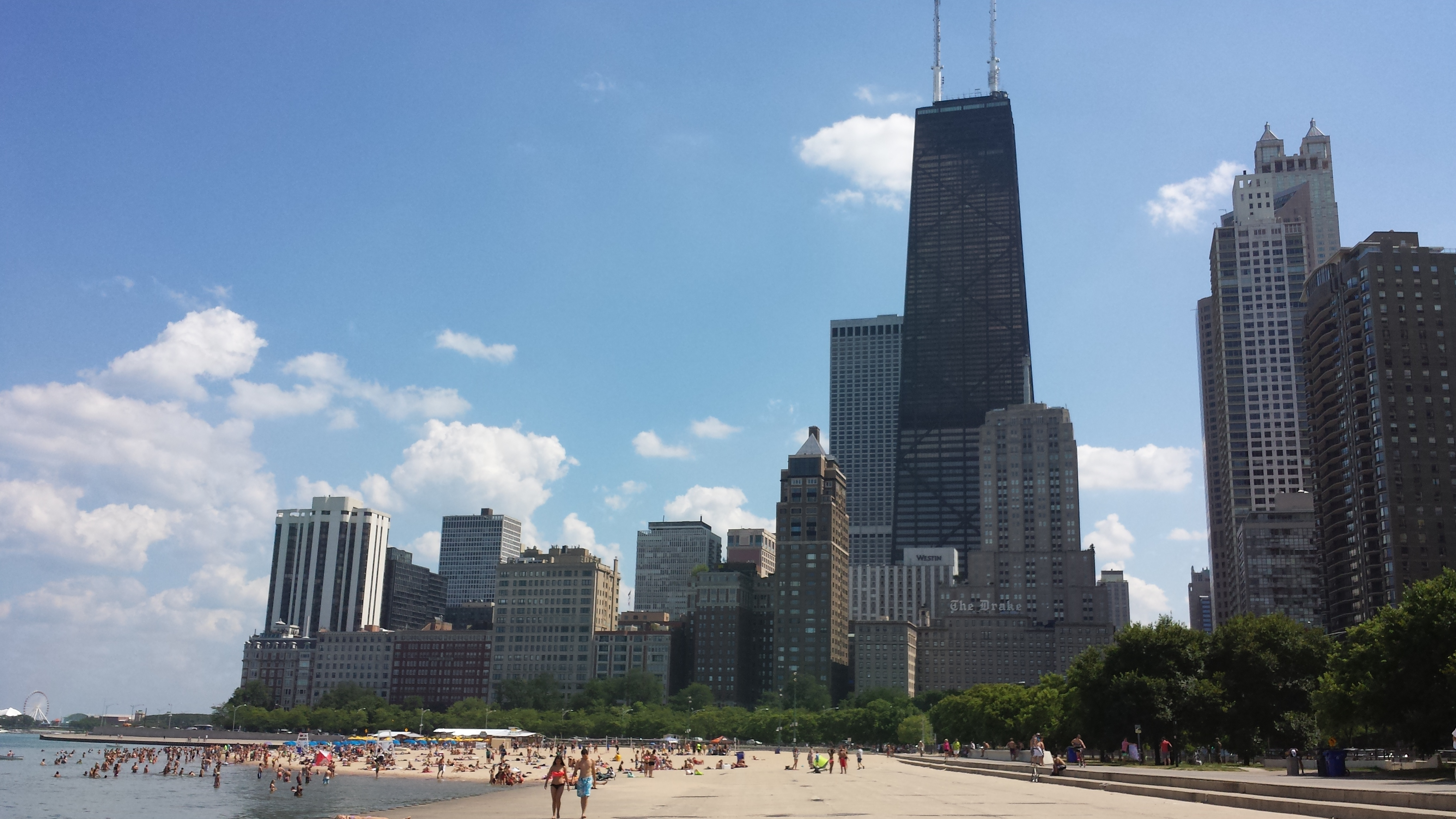
Spiaggia di Oak Street